# Liste der Ständigen Vertreter der Vereinigten Staaten bei der UNESCO
Die Liste der Ständigen Vertreter der Vereinigten Staaten bei der UNESCO bietet einen Überblick über die Leiter der Ständigen Vertretung der USA bei der Organisation der Vereinten Nationen für Erziehung, Wissenschaft und Kultur (UNESCO) seit 1961.
Zwischen den Vereinigten Staaten und der UNESCO kam es mehrfach zu ernsthaften Differenzen. Im Jahr 1974 stellte der amerikanische Kongress auf Empfehlung des damaligen Präsidenten Gerald Ford die Zahlungen an die UNESCO vorübergehend ein, nachdem diese in einer Resolution die Palästinensische Befreiungsorganisation (PLO) anerkannt, und den Staat Israel verurteilt hatte. Am 29. Dezember 1983 leiteten die USA das Ende ihrer UNESCO-Mitgliedschaft mit einem Schreiben an die Vereinten Nationen ein, am 19. Dezember 1984 verkündeten sie ihren offiziellen Austritt zum Jahresende. Zur Begründung wurde angeführt, dass die UNESCO „linksgerichtet politisiert“ sei und dass ihre Finanzen völlig in Unordnung seien. Die Kritik fokussierte sich stark auf den damaligen Generalsekretär Amadou-Mahtar M'Bow, einen senegalesischen Muslim, dem ein geldverschwendendes Patronage-System vorgeworfen wurde. Am 31. Dezember 1984 erfolgte der tatsächliche Austritt der Vereinigten Staaten.
Die Vereinigten Staaten gaben am 12. September 2002 ihre Absicht bekannt, der UNESCO wieder beizutreten. Jedoch wurde bis 2004 zunächst kein Ständiger Vertreter ernannt.

## Amtsinhaber
| Name                                           | Beginn der Amtszeit | Ende der Amtszeit  | Anmerkung |
| ---------------------------------------------- | ------------------- | ------------------ | --- |
| John H. Morrow                                 | 2. April 1961       | 16. Februar 1963   | Morrow erhielt den persönlichen Rang eines Gesandten (Minister) |
| Crane Haussamen                                | 1. Januar 1962      | 13. September 1964 | Haussamen erhielt den persönlichen Rang eines Gesandten. |
| Robert Hirsch Beard Wade                       | 21. August 1964     | 20. September 1969 | Wade erhielt den persönlichen Rang eines Gesandten |
| Pierre Robert Graham                           | 7. September 1969   | 15. September 1973 | |
| William Bowdoin Jones                          | 1. September 1973   | 3. August 1977     | |
| Esteban Edward Torres                          | 12. Oktober 1978    | 8. September 1979  | |
| Barbara Warne Newell                           | 26. September 1979  | 16. Februar 1981   | |
| Jean Broward Shevlin Gerard                    | 6. November 1981    | 31. Dezember 1984  | Die Vereinigten Staaten traten mit Wirkung zum 31. Dezember 1984 aus der UNESCO aus.                                                                                      |
| Leitung der Ständigen Vertretung nicht besetzt | 31. Dezember 1984   | 2004               | Die Vereinigten Staaten gaben am 12. September 2002 ihre Absicht bekannt, der UNESCO wieder beizutreten. Jedoch wurde bis 2004 zunächst kein Ständiger Vertreter ernannt. |
| Louise Oliver                                  | 12. Februar 2004    | 20. Januar 2009    | |
| David T. Killion                               | 10. August 2009     | 16. Dezember 2013  | |
| Crystal Nix-Hines                              | 8. Juli 2014        | 20. Januar 2017    | |
| Chris Hegadorn                                 | 20. Januar 2017     | 23. Juli 2018      | Kommissarischer Geschäftsträger (Chargé d’Affaires ad interim) |
| N. N.                                          | 23. Juli 2018       | laufend            | Vakanz |

## Hintergrundliteratur
Interviews mit ehemaligen Botschaftern und Diplomaten im Rahmen des Foreign Affairs Oral History Project der Association for Diplomatic Studies and Training:
- AMBASSADOR JOHN HOWARD MORROW. In: Foreign Affairs Oral History Project (The Association for Diplomatic Studies and Training). 11. Mai 1981, abgerufen am 7. Juni 2023 (englisch).
- AMBASSADOR ROBERT H. B. WADE. In: Foreign Affairs Oral History Project (The Association for Diplomatic Studies and Training). 24. Januar 1990, abgerufen am 7. Juni 2023 (englisch).
- AMBASSADOR WILLIAM B. JONES. In: Foreign Affairs Oral History Project (The Association for Diplomatic Studies and Training). 14. Februar 1989, abgerufen am 7. Juni 2023 (englisch).
- AMBASSADOR WILLIAM B. JONES. In: Foreign Affairs Oral History Project (The Association for Diplomatic Studies and Training). 24. Juni 2010, abgerufen am 7. Juni 2023 (englisch).